# Cariñena
Cariñena – gmina w Hiszpanii, w prowincji Saragossa, w Aragonii, o powierzchni 82,51 km². W 2011 roku gmina liczyła 3572 mieszkańców.